# Éric Maigret
Pour les articles homonymes, voir Maigret (homonymie).
Éric Maigret est un sociologue français, spécialiste des médias, de la culture, de l'espace public et de la communication politique.

## Biographie
Ancien élève de l'ÉNS Cachan, Éric Maigret est agrégé de sciences sociales. Diplômé de l'Institut d'études politiques de Paris, de l'Université Paris 1 Panthéon-Sorbonne[réf. nécessaire] et de l'Université Paris-Nanterre, il soutient en 1996 à l'École des hautes études en sciences sociales une thèse de sociologie sur les Medias populaires et religions séculières : les bandes dessinées américaines de super-héros et leurs lecteurs ou comment les medias entrent dans la vie de leurs utilisateurs (sous la direction de Danièle Hervieu-Léger).
Maitre de conférences en Sciences de I'information et de la communication à l'Université de Nancy-II, il est nommé professeur de sociologie des médias à l’Université Paris 3 - Sorbonne Nouvelle en 2007. Entre 2007 et 2008, il est chargé de mission auprès du directeur général pour l’ISCC du CNRS. De 2009 à 2015, il dirige l'Institut de la communication et des médias de l'université Sorbonne-Nouvelle. Entre 2019 et 2021, il est Vice-président aux affaires internationales de l'université. En 2022, il est élu directeur de l'équipe de recherche Irméccen.
Il crée et dirige la collection Médiacultures (Armand Colin-INA)[réf. nécessaire].

## Travaux
Travaillant, selon ses mots, aux "frontières de la sociologie et de l'information-communication, il développe une approche ancrée dans les cultural studies qu'il aide à implanter dans les pays francophones au-delà des obstacles que leur diffusion rencontre. En 2012, il dirige la conférence Crossroads in Cultural Studies qui réunit à Paris l'ensemble de la communauté mondiale en cultural studies puis en 2015 (avec Laurent Martin) la conférence du Centre culturel international de Cerisy-la-Salle Cultural studies/Etudes culturelles : au-delà des politiques des identités. Opposé au clivage entre médias et Culture, qui repose sur une idéologie romantique, et critique des effets de légitimisme en sciences sociales, Éric Maigret développe en 2012 le concept de postlégitimité culturelle après avoir proposé en 2005 celui de médiacultures (avec Éric Macé), dans le but de saisir les effets contradictoires de la sortie du régime de la distinction. Ses thèmes privilégiés sont les théories de la communication et des médias, la sociologie de la réception et des publics, les Cultural Studies. les Gender Studies et la Communication politique (dont le vote électronique).

## Ouvrages et principaux articles
- 2022 : Sociologie de la communication et des médias, Paris, Armand Colin, (4e édition).
- 2021 : "Le pessimisme du dernier Hall et l’avenir de la gauche dans les cultural studies", in Bouyahia, Malek, Freitas-Ekué, Franck, Ramdani, Karima (dir.), Encoder le réel, décoder le culturel : Penser avec Stuart Hall, Paris, La Dispute.
- 2020 : Les Cultural Studies : au-delà des politiques des identités, (direction d'ouvrage avec Laurent Martin), Paris, Le Bord de l'eau Eds.
- 2017 : "Conclusion : Fan et Gender studies", in Bourdaa, Mélanie, Alessandrin, Arnaud (dir), Fan studies & Gender studies : la rencontre, Téraèdre.
- 2016 : "Lawrence Grossberg : les cultural studies avec ou contre le « tournant matérialiste » ?", in Cervulle, Maxime et al. (dir), Matérialismes, culture et communication, Presses des Mines.
- 2015 : "La bande dessinée dans le régime du divertissement : reconnaissance et banalisation d’une culture", in Berthou, Benoît (dir), La bande dessinée : quelle lecture, quelle culture ?, BPI, Centre Pompidou.
- 2015 : Sociologie de la communication et des médias, Paris, Armand Colin, (3e édition).
- 2013 : "Ce que les cultural studies font aux savoirs disciplinaires. Paradigmes disciplinaires, savoirs situés et prolifération des studies", Questions de communication, 24.
- 2013 : Direction de la traduction et de l'édition de La culture de la convergence. Des médias au transmédia, Henry Jenkins.
- 2012 : "Bande dessinée et postlégitimité", in La bande dessinée : une médiaculture, Armand Colin-Ina.
- 2012 : La bande dessinée : une médiaculture, (direction d'ouvrage avec Matteo Stefanelli), Paris, Armand Colin-Ina.
- 2008 : Cultural Studies : Anthologie, édition de textes avec Hervé Glevarec et Éric Macé, Paris, Armand Colin-INA.
- 2008 : L'hyperprésident, Paris, Armand Colin.
- 2007 : Sociologie de la communication et des médias, Paris, Armand Colin, (2e édition).
- 2007 : Les raisons d'aimer ... les séries télé (direction d'ouvrage avec Guillaume Soulez), Médiamorphoses, Hors Série, Paris, INA.
- 2007 : Stuart Hall, avec Mark Alizart, Éric Macé et Stuart Hall, Paris, Éditions Amsterdam.
- 2005 : Penser les médiacultures, direction d'ouvrage avec Éric Macé, Armand Colin-INA.
- 2003 : Sociologie de la communication et des médias, Paris, Armand Colin.
- 2003 : Communication et médias, Paris, La Documentation française, coll. « Les notices ».
- 2002 : "Pierre Bourdieu, la culture populaire et le long remords de la sociologie de la distinction culturelle", Esprit, mars-avril.
- 2000 : "Les trois héritages de Michel de Certeau. Un projet éclaté d'analyse de la modernité", Les Annales HSS, 54/3.
- 2000 : "Des caméras dans un conseil municipal. Portée et limites de l'expérience d'Issy-les-Moulineaux", (en collaboration avec Laurence Monnoyer), Hermès, 26-27.
- 2000 : "Le jeu de l'âge et des générations. Culture BD et esprit Manga", Réseaux, 92/93.
- 1998 : "Global Culture in Practice : A Look at Children and Adolescents in Denmark, France and Israel", (en collaboration avec Tamar Liebes, Dafna Lemish, Gitte Stald, et Kirsten Drotner), European Journal of Communication, 13/4.
- 1995 : "Strange grandit avec moi. Sentimentalité et masculinité chez les lecteurs de bandes dessinées de super-héros", Réseaux, 70.